# Vierfaktorformel
Die Vierfaktorformel beschreibt, wie der Multiplikationsfaktor {\displaystyle k_{\infty }} eines unendlich ausgedehnten homogenen thermischen Kernreaktors sich aus vier Kenngrößen ergibt. Eine Erweiterung ist die Sechsfaktorenformel.

## Formel
{\displaystyle k_{\infty }=\eta \,\varepsilon \,p\,f}

## Bedeutung
Der Multiplikationsfaktor ist die Zahl der Neutronen einer bestimmten Generation geteilt durch die Zahl der Neutronen der vorhergehenden Generation.
Die zu Grunde liegende Modellvorstellung des Reaktors ist stark vereinfacht:
- Der Reaktor wird als unendlich groß angenommen, d. h. die in Wirklichkeit auftretenden Sicker- oder Leckageverluste (Neutronenverluste durch die Oberfläche des Reaktors nach außen) werden vernachlässigt. Der effektive Multiplikationsfaktor {\displaystyle k_{\mathrm {eff} }} eines endlich großen homogenen Reaktors ist daher stets kleiner als {\displaystyle k_{\infty }}.
- Der Reaktor wird als homogene Mischung aller seiner Materialien angenommen. Ein wirklicher Reaktor ist fast immer heterogen aus Kernbrennstoff, Strukturmaterial und Moderator/Kühlmittel aufgebaut. Dies kann je nach Aufbau {\displaystyle k_{\infty }} gegenüber dem homogenen Fall verringern oder erhöhen.

## Erläuterung der vier Faktoren
| Symbol                       | Name                                                        | Bedeutung | Formel                                                                                                   | Typischer Wert |
| ---------------------------- | ----------------------------------------------------------- | --- | --- | -------------- |
| {\displaystyle \eta }        | Generationenfaktor                                          | Mittlere Zahl von Spaltneutronen pro im Kernbrennstoff absorbiertem Neutron. Diese Zahl ist kleiner als {\displaystyle \nu }, die Neutronenausbeute pro Spaltung, weil es auch Absorptionen im Brennstoff gibt, die nicht zu Spaltung führen. {\displaystyle \sigma _{f}} ist der Wirkungsquerschnitt für Spaltung, {\displaystyle \sigma _{a}} der Wirkungsquerschnitt für Absorption.                                                                                          | {\displaystyle \eta =\nu {\frac {\sigma _{f}}{\sigma _{a}}}} {\displaystyle \nu \approx 2{,}43} für 235U | 1,3            |
| {\displaystyle \varepsilon } | Schnellspaltfaktor                                          | {\displaystyle {\frac {\text{Zahl der Kernspaltungen}}{\text{Zahl der durch thermische Neutronen induzierten Kernspaltungen}}}} Der Schnellspaltfaktor berücksichtigt, dass auch schnelle Neutronen Kernspaltungen hervorrufen können. | | 1,03           |
| {\displaystyle p}            | Moderationserfolg oder Resonanzdurchlass-Wahrscheinlichkeit | Einige Neutronen werden während der Thermalisierung (Abkühlung) vom Moderator, vom Strukturmaterial oder (vor allem) durch Neutroneneinfang in den Resonanzen des Uran-238 absorbiert. {\displaystyle p} ist der Bruchteil der Neutronen, die die thermische Energie erreichen, ohne durch solche Absorption verloren zu gehen. | | 0,89           |
| {\displaystyle f}            | thermischer Nutzungsfaktor                                  | {\displaystyle {\frac {\text{vom Brennstoff absorbierte thermische Neutronen}}{\text{insgesamt absorbierte thermische Neutronen}}}} Auch thermische Neutronen können vom Moderator oder anderem nicht spaltbarem Material absorbiert werden (parasitäre Absorption). {\displaystyle \Sigma _{aF}} ist der makroskopische Wirkungsquerschnitt für Absorption eines thermischen Neutrons im Brennstoff, {\displaystyle \Sigma _{a}} derjenige für Absorption irgendwo im Material. | {\displaystyle f=\Sigma _{aF}/\Sigma _{a}}                                                               | 0,88           |